# Diatraea saccharalis
Diatraea saccharalis, conhecida como broca-da-cana-de-açúcar ou broca-do-colmo, é uma espécie de mariposa da família Crambidae. Foi descrita por Johan Christian Fabricius em 1794. É nativa do Caribe, América Central e das regiões mais quentes da América do Sul, do sul ao norte da Argentina. Foi introduzido na Louisiana por volta de 1855 e, desde então, se espalhou para outros estados da Costa do Golfo.
As larvas são consideradas uma praga da cana-de-açúcar e de outras culturas, como milho, arroz e sorgo. Outras plantas de valor comercial incluem Sorghum halepense, Paspalum, Panicum, Holcus e Andropogon.

## Galeria

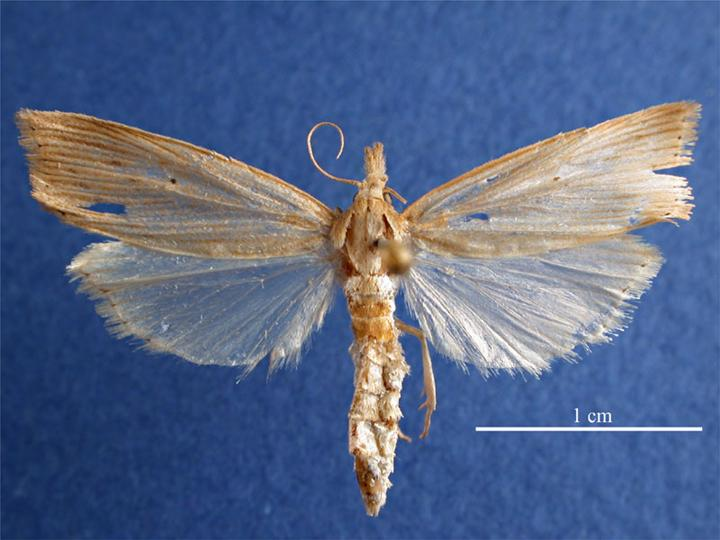
Fêmea, vista dorsal
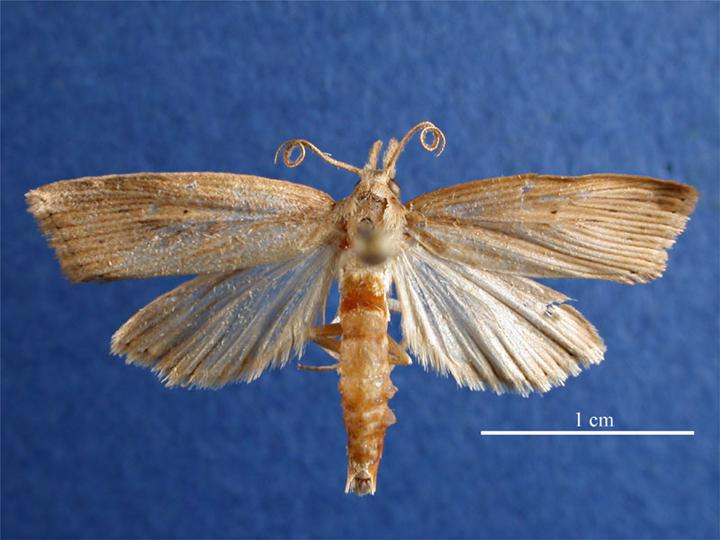
Macho, vista dorsal